# Boismorand
Boismorand település Franciaországban, Loiret megyében. Lakosainak száma 863 fő (2022. január 1.). Boismorand Nogent-sur-Vernisson, Adon, La Bussière, Les Choux, Gien és Sainte-Geneviève-des-Bois községekkel határos.

## Népesség
A település népességének változása:
| Lakosok száma | 219  | 466  | 574  | 756  | 865  | 833  | 815  | 840  | 848  | 863  |
|               | 1968 | 1982 | 1990 | 2006 | 2013 | 2015 | 2017 | 2019 | 2020 | 2022 |